# Parapercis banoni
Parapercis banoni is een straalvinnige vissensoort uit de familie van krokodilvissen (Pinguipedidae). De wetenschappelijke naam van de soort is voor het eerst geldig gepubliceerd in 2006 door Randall & Yamakawa.